# (35890) 1999 JR81
1999 JR81 (asteroide 35890) é um asteroide da cintura principal. Possui uma excentricidade de 0.13480560 e uma inclinação de 7.67644º.
Este asteroide foi descoberto no dia 12 de maio de 1999 por LINEAR em Socorro.